# 선사로 (서울)
선사로(先史路, Seonsa-ro)는 서울특별시 강동구 천호동 천호대교 남단에서 암사동 올림픽대로 입구를 잇는 편도 및 왕복 4차선 도로이다.

## 역사
- 2009년 7월 10일 : 88하단길에서 선사로로 변경되었다.

## 구간
서울특별시 강동구
천호대교 남단 - 올림픽대로 - 광나루한강공원 입구, 천중로 기점 - 상암로 기점 - 토끼굴 입구, 고덕로 기점 - 올림픽대로 입구
일방통행 구간
천호대교 남단 → 광나루한강공원 입구

상암로 기점 → 올림픽대로 입구